# Петрова, Милана Вадимовна
Мила́на Вади́мовна Петро́ва (имя при рождении — Андре́й Вади́мович Петро́в; род. 1 сентября 1996, Бордуково, Калужская область) — российский блогер и музыкальный исполнитель.
Стала известна в середине 2010-х годов благодаря активности на платформах ASKfm и Periscope, а затем — как бьюти-блогер в YouTube и Instagram. В период широкой известности отличалась провокационным образом, эпатажной манерой поведения и участием в громких публичных конфликтах. Позднее начала музыкальную деятельность, выпустив первый в России релиз в жанре квиркор. В 2019 году совершила каминг-аут как гомосексуальный мужчина, а в 2022 году открыто заявила о смене гендерной идентичности и начале трансгендерного перехода.
С конца 2022 года проживает за пределами России и ведёт критическую по отношению к российским властям медиадеятельность.

## Биография

### Ранние годы
Андрей Вадимович Петров родился 1 сентября 1996 года в российской деревне Бордуково Сухиничского района Калужской области. Учился в школе № 12; участвовал в самодеятельности учебного заведения. Отец Петрова, по словам соседа их семьи Николая, — «какой-то там зам». Администрация села отзывалась об Андрее как о приличном парне, который хорошо учился и ни с кем не ругался, а также часто выступал на сельских мероприятиях и был ведущим различных конкурсов. По сообщениям интернет-издания Mash, у Андрея также имеется родной брат по имени Александр.

### Начало карьеры
Начал свою карьеру блогера в 2014 году с ASKfm и Periscope, после чего расширил своё присутствие в Интернете, создав аккаунты в Instagram и YouTube. В 18 лет переехал в Москву и поступил там в университет, однако ушёл оттуда, по одним данным, — спустя три месяца, по другим — спустя один, чтобы развивать свою блогерскую карьеру. В своих видеороликах на YouTube Петров публиковал обзоры косметических продуктов, обсуждал темы феминизма и здоровья, а также продвигал идеи толерантности. Также на его канале выходили видео формата мукбанг. Помимо этого, дальнейшая карьера Андрея отчасти выстроена на различных скандалах и инцидентах.

### Период скандалов и инцидентов
В августе 2017 года Андрей Петров выпустил видеоролик с критикой продукции российского косметического бренда Beautydrugs. По словам Андрея, после того как он воспользовался хайлайтером, сделанным в коллаборации Beautydrugs с Викторией «Koffkathecat» Моисеевой, у него произошла аллергическая реакция, которую он связывает исключительно с их продукцией. В комментариях к видеоролику пользователи рассказали о похожих реакциях на их продукты. В свою очередь, бренд ответил на обвинения тем, что Андрей делает на их имени чёрный пиар, при этом обвиняя его в приеме наркотиков и носительстве инфекционных заболеваний. Подобные действия со стороны компании получили критику со стороны другого бьюти-блогера — Наталины «Муа» Шубиной — она сочла реакцию бренда некорректной. Помимо этого сообщается, что Петров не предъявил дополнительных доказательств по запросу Beautydrugs, что аллергия произошла именно из-за их продукции. Со временем ситуация утихла.
В ноябре 2018 года Петров был приглашён к владельцам магазина косметики «Азума» в Челябинске. По договорённости, он должен был провести фан-встречу и мастер-класс по макияжу в торговом центре для привлечения клиентов. За это он получил полную предоплату в размере ста тысяч рублей, однако позже выяснилось, что администрация магазина, по его словам, вымогала покупку косметики за фото с ним, что не обговаривалось. Его это возмутило и он попытался удалиться, однако владельцы магазина задержали его и начали удерживать, а также потребовали вернуть деньги обратно. Петров бросил деньги под ноги маркетологу магазина и удалился. Позже он сообщил, что написал заявление с требованием привлечь к ответственности организаторов мероприятия и ЧОПовцев, а владельцы магазина, в свою очередь, сказали, что намерены наказать блогера за сорванную презентацию.
В июле 2019 года Петров попал в «чёрный список» гомофобной организации «Пила против ЛГБТ», из-за чего несколько дней не выходил из дома, опасаясь за свою безопасность. В августе того же года вышло расследование, в котором опровергли существование данной организации, назвав её мистификацией.
17 сентября 2019 года совершил каминг-аут как гей, рассказав об этом в одном из видеороликов на своём YouTube-канале — в нём он позвонил матери, рассказав о своей сексуальной ориентации. А 19 декабря того же года дебютировал с музыкальным синглом в жанре квиркор под названием «Pidor» (название — транслитерация слова «пидор», являющегося уничижительным наименованием гомосексуальных мужчин). Трек стал первым релизом этого жанра в России. В интервью изданию Meduza Андрей рассказал о том, что, услышав в очередной раз это слово в свой адрес, он не испытал каких-то отрицательных эмоций, а, наоборот, его это позабавило. Одной из целей трека он назвал реклейминг — языковую практику, в ходе которой оскорбительному или обидному слову приписывают другое (часто ироническое) значение, чтобы лишить слово изначальной негативной нагрузки. По словам Петрова, после выхода клипа это слово потеряет оскорбительный контекст, напротив же — приобретёт ироничный характер. По состоянию на декабрь 2022 года в общей сложности было выпущено 11 синглов (последний датирован октябрём 2021 года), однако на стриминговых сервисах доступно лишь пять из них, хотя изначально все они были опубликованы на площадках через цифровую дистрибуцию.
В марте 2020 года Андрей Петров и его друг-блогер Дмитрий Городецкий были избиты Арсланом Хасавовым. Хасавов также получил травмы и химический ожог глаза и лица из-за газового баллончика, который они на него распылили. По версии Хасавова, конфликт возник на почве того, что ребята громко слушали музыку во время комендантского часа и это ему не понравилось. По версии Петрова, нападение произошло на почве гомофобии. Впоследствии обе стороны конфликта написали друг на друга заявления.
В мае 2020 года Петров сообщил, что получил угрозы расправы от Владислава Позднякова, лидера ксенофобного сообщества «Мужское государство». Поздняков также призвал своих сторонников найти адрес родителей блогера и «повлиять» на них. Петров рассказал о том, что на данный момент не может написать заявление в полицию, так как не знает, где находится лидер сообщества, но всё же он предпринял попытки блокировки аккаунтов «Мужского государства» в социальных сетях. В одной из них ему ответили отказом, ссылаясь на свободу слова, а в другой не отреагировали на его обращение. Со временем ситуация утихла.
В мае 2021 года, после массового убийства в гимназии № 175 в Казани, Андрей Петров опубликовал в своём Instagram истории, в которых сказал: «Там какой-то теракт. Я соболезную погибшим, семьям погибших. Что там ещё обычно говорят, когда соболезнуют?». Также он сказал, что он «тоже чей-то ребёнок» и сравнил себя с погибшими детьми, сказав, что он «погиб после двух рюмок текилы». Общественность отреагировала на слова блогера резко негативно, из-за чего ему пришлось принести извинения: «Извиняюсь перед всеми, кого я обидел своим мнением. Я этого делать не хотел. Надеюсь, у вас все живы, все здоровы, и та ситуация, которая произошла вчера, с вами никогда не произойдёт». Российский журналист и пропагандист Владимир Соловьёв осудил Петрова за слова о трагедии, назвав его «мразью», «подонком» и «инстамерзостью понятной сексуальной ориентации». Ситуацию также прокомментировали в негативном ключе российские музыкальные продюсеры Иосиф Пригожин и Максим Фадеев, применив к блогеру нарицательные «животное» и «мутант».
В июне 2021 года Андрей Петров в историях Instagram объявил, что собирается съездить в «жопу мира», выбрав местом для поездки российский город Новый Уренгой. Жители города остались недовольны высказываниями Петрова — они собирались встретить и избить его в аэропорту, о чём сообщали ему в личных сообщениях в «Инстаграме». Когда он прилетел в город, при выходе из самолёта его действительно ожидала толпа, по его словам, «мужиков-спортсменов», из-за которых пришлось вызвать полицию и ОМОН. В сопровождении сотрудников правоохранительных органов его сначала отвезли в отдел, затем в безопасное место, а на следующий день он улетел обратно в Москву, подытожив, что «хуже города он не посещал». Инцидент прокомментировал российский общественный деятель Илья Варламов, раскритиковав жителей города за подобный приём Петрова.

### Период после отъезда из России
В конце 2021 года Андрей Петров уехал из России. После начала вторжения России на Украину в 2022 году выступил с резким осуждением действий России, начав вести антивоенную риторику с критикой многих действий российского правительства.
20 июля 2022 года Петров попросил идентифицировать его как женщину, тем самым подтвердив свою трансгендерность. А 12 ноября Петрова попросила не называть её в мужском роде и сообщила о том, что отказывается от своего бывшего имени, прося называть её Яной, пока не придумала иное имя. 15 декабря же сделала официальный каминг-аут как транс-женщина. Помимо этого, сообщила о том, что свой ранний каминг-аут как гея считает одним из этапов принятия себя. 20 декабря назвала своё новое постоянное имя — Милана.
14 августа 2023 года российское государство оштрафовало Милану Петрову на 200 тысяч рублей за пропаганду ЛГБТ и на 50 тысяч рублей за дискредитацию вооружённых сил Российской Федерации. Неделей ранее каналы Петровой в Telegram и YouTube в России были внесены Роскомнадзором в реестр запрещённых сайтов.

## Признание
В мае 2019 года Петров попал в рейтинг издания The Voice (раннее — «Cosmopolitan Россия») восьми парней из России без гендерных рамок.
В своём материале от 26 декабря 2021 года «Лента.ру» назвало Андрея Петрова «одним из главных трендсеттеров мужского макияжа» в России.

## Участие в шоу
| Год  | Название    | Канал      | И.          |
| ---- | ----------- | ---------- | ----------- |
| 2018 | «Мейкаперы» | «Пятница!» | [ 3 ] [ 4 ] |

## Дискография
| Год  | Дата       | Название              | Другие исполнители | Авторство                                               | Лейбл        | Доступность на стримингах | И.            |
| ---- | ---------- | --------------------- | ------------------ | ------------------------------------------------------- | ------------ | ------------------------- | ------------- |
| 2019 | 19 декабря | «Pidor» вид           | —                  | Андрей Петров                                           | Независимый  | Нет                       | [ 10 ] [ 39 ] |
| 2020 | 26 января  | «Бывшему»             | —                  | Андрей Петров                                           | Независимый  | Да                        | [ 40 ]        |
| 2020 | 28 февраля | «Big Ben»             | —                  | Андрей Петров                                           | Независимый  | Да                        | [ 41 ]        |
| 2020 | 20 апреля  | «Аладдин»             | —                  | Андрей Петров                                           | Независимый  | Да                        | [ 42 ]        |
| 2020 | 15 октября | «Homo Drill»          | —                  | Андрей Петров                                           | Независимый  | Да                        | [ 43 ]        |
| 2020 | 4 декабря  | «Jimmy Choo»          | Mashukovsky        | Андрей Петров Олег Машуковский                          | Независимый  | Да                        | [ 44 ]        |
| 2021 | 3 февраля  | «Она не умеет»        | —                  | Андрей Петров                                           | Независимый  | Нет                       | [ 45 ]        |
| 2021 | 18 февраля | «Царь»                | —                  | Андрей Петров                                           | Независимый  | Нет                       | [ 46 ]        |
| 2021 | 23 марта   | «Покажи мне шоу»      | Сарра              | Илья Бочкарев Елизавета Казимир Алина Мкртчян           | Независимый  | Нет                       | [ 47 ]        |
| 2021 | 27 апреля  | «Район»               | Дредосик           | Андрей Петров Илья Бочкарев Елизавета Каземир           | Независимый  | Нет                       | [ 48 ]        |
| 2021 | 21 октября | «Самая гейская песня» | Игорь Синяк        | Архипп Лебедев Андрей Петров Игорь Синяк Михаил Смирнов | Klever Label | Нет                       | [ 49 ]        |

^ вид У трека имеется визуализация в виде видеоклипа.